# Palazzo Canossa (Verona)
Palazzo Canossa è un edificio rinascimentale situato lungo corso Cavour a Verona, la cui costruzione venne commissionata dalla famiglia Canossa al noto architetto rinascimentale Michele Sanmicheli.

## Storia
La famiglia Canossa si stabilì nel veronese agli inizi del XV secolo con Simone, figlio di Baccarino, un uomo d'armi dapprima al servizio degli Este e degli Sforza, infine condottiero della Repubblica di Venezia. I documenti rivelano che nel 1414 Simone di Canossa acquistò numerosi beni a Grezzano di Villafranca e che nel 1432 l'imperatore Sigismondo lo investì, con il titolo di conte, del castello di Canossa e dei beni di Grezzano. Il Canossa si trasferì in un palazzo vicino alla chiesa di Santa Maria Antica, dove si situava il centro politico di Verona, ma furono i suoi discendenti (il figlio Baccarino, i nipoti Galeazzo e Bartolomeo, e il figlio di quest'ultimo) a impegnarsi nel corso degli anni alla sistemazione del terreno che avrebbe poi visto l'edificazione del palazzo di città.

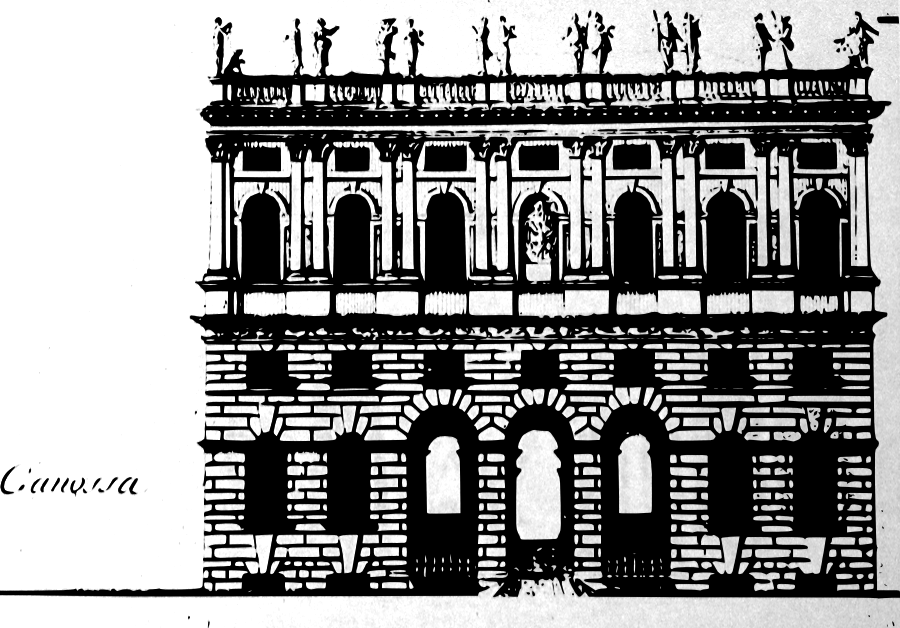
La facciata del palazzo in una stampa antica

Tra i maggiori esponenti della casata veronese vi fu il vescovo di Bayeux, Ludovico di Canossa, amico del vescovo di Verona Gian Matteo Giberti e degli scrittori umanisti Baldassarre Castiglione e Pietro Bembo, celebre in quanto fu nunzio di Leone X presso il re di Francia e in seguito ambasciatore di quest'ultimo presso la Repubblica di Venezia. Il vescovo assistette i nipoti nella costruzione del palazzo, oltre che nella villa di famiglia a Grezzano, commissionando il disegno dell'edificio al più noto architetto veronese, Michele Sanmicheli.
Nel corso dei secoli la celebre dimora dei Canossa ospitò numerosi re e imperatori, tra cui Napoleone Bonaparte, che vi sostò nel 1797 e nel 1805, l'imperatore austriaco Francesco II, la cui moglie Maria Ludovica morì proprio nel palazzo il 7 aprile 1816, e l'imperatore russo Alessandro I, ospitato in occasione del Congresso di Verona del 1822. Divenuto il Regno Lombardo-Veneto vassallo dall'Impero austriaco, l'edificio ebbe modo di ospitare nuovamente i regnanti asburgici: l'imperatore Ferdinando con l'imperatrice Maria Anna nel 1838, e l'imperatore Francesco Giuseppe nel 1851.

## Descrizione

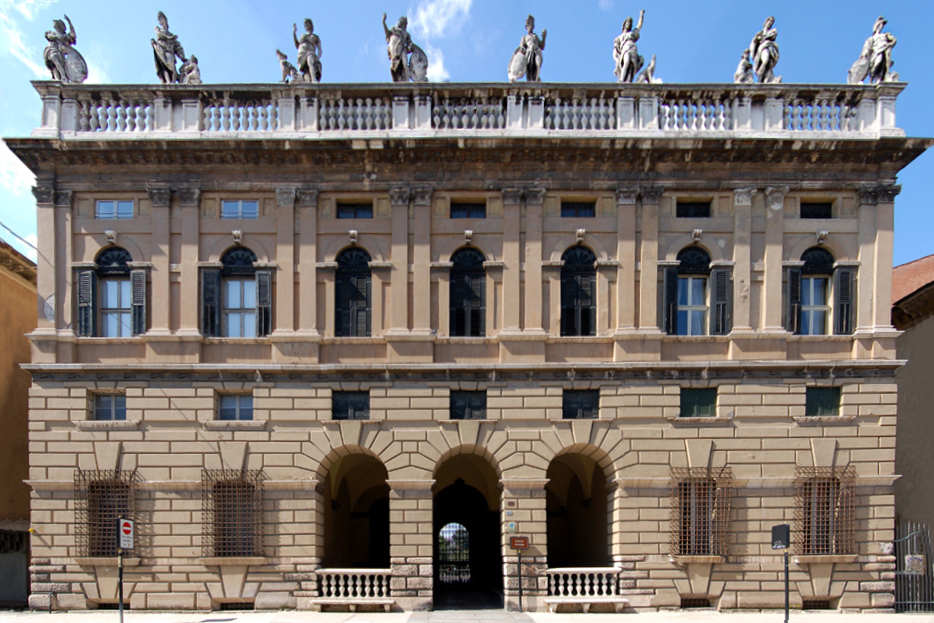
Il prospetto del palazzo prima dei restauri di fine anni 2000

Il progetto di Michele Sanmicheli per palazzo Canossa va a sommarsi al suo intervento su palazzo Bevilacqua, situato sempre lungo il corso, che insieme vanno ad assumere così un valore a livello urbanistico.  L'architetto veronese cercò infatti di allineare il monumentale prospetto del palazzo con i fondali di porta Borsari, situata in direzione del cuore della città, e dell'arco dei Gavi, collocato in direzione dell'agro; questo attesta ancora di più la volontà del Sanmicheli di riorganizzare quel settore urbano lungo l'antico tracciato della via Postumia, rivitalizzando quella porzione della città e dando un'impostazione scenografica alla strada. La presenza dei due edifici divenne così punto di riferimento per quelli che sarebbero sorti successivamente lungo corso Cavour, che avrebbero rispecchiato le due opere rinascimentali sia dal punto di vista funzionale.

Stemma dei Canossa

Nel disegno per palazzo Canossa il Sanmicheli prosegue le ricerche che erano iniziate nel suo intervento per la cappella Petrucci a Orvieto, ottenendo un risultato decisamente più coerente e maturo, tanto che gli storici dell'architettura tendono a giudicare questo intervento cronologicamente successivo rispetto a quello degli altri due palazzi nobiliari realizzati a Verona: palazzo Bevilacqua e palazzo Pompei. Il piano terra, che si contraddistingue per il bugnato sottolineato dai conci rustici inseriti ai lati della facciata, sembra richiamare la casa romana di Giulio Romano, la passeggiata superiore del teatro romano di Verona e le arcate dell'Arena. A questo si contrappone il piano nobile, dove gli ordini sono ridotti a sottili effetti chiaroscurali che scandiscono il ritmo verticale, spezzato dalle finestre del mezzanino. Questo contrasto tra sistema verticale e orizzontale, che si ripropone nel prospetto sul cortile, appare nell'insieme ben equilibrato.
I Canossa chiamarono i principali artisti cittadini a decorare le sale del palazzo, tra cui Paolo Veronese, Battista del Moro e Bernardino India. Una delle opere principali, l'Apoteosi di Ercole di Giambattista Tiepolo, decorava il salone delle feste ma è andata purtroppo perduta a causa dei danni subiti dall'edificio durante la seconda guerra mondiale.